# La Palma, Salamanca
La Palma är en ort i Mexiko.   Den ligger i kommunen Salamanca och delstaten Guanajuato, i den centrala delen av landet, 250 km nordväst om huvudstaden Mexico City. La Palma ligger 1 718 meter över havet och antalet invånare är 462.
Terrängen runt La Palma är huvudsakligen platt, men söderut är den kuperad. Runt La Palma är det ganska tätbefolkat, med 185 invånare per kvadratkilometer. Närmaste större samhälle är Salamanca, 10,6 km nordost om La Palma. Trakten runt La Palma består till största delen av jordbruksmark.